# 경주 구황동 원지 유적 일원
경주 구황동 원지 유적 일원(慶州 九黃洞 園池 遺蹟 一圓)은 대한민국 경상북도 경주시 구황동에 있는 신라의 유적이다. 2019년 2월 26일 대한민국의 사적 제549호로 지정되었다.

## 개요
｢경주 구황동 원지 유적 일원｣은 처음 경주 황룡사지와 관련한 전시관 건립 부지로 선정되어 1999년 시굴조사를 하던 중 남북국 시대 신라의 석축, 담장, 우물 등의 유적을 확인하고, 2004년까지 발굴조사를 통해 확인된 원지 유적이다.
원지는 중심부에 크고 작은 인공섬 2개가 있고, 그 주위에 입수로와 배수로, 건물지, 담장, 축대 등이 조화를 이루고 있다. 또한, 출토된 여러 유물을 통하여 원지의 조성 시기, 변화상, 공간배치 등을 알 수 있어 통일신라 시대 조경 연구에 중요한 자료가 된다. 구황동 원지는 동궁과 월지, 용강동 원지에 이어 원지의 조성연대, 규모, 내부구조 등을 확인한 세 번째 신라왕경 원지 유적으로 희소성이 있다.

## 참고 자료
- 경주 구황동 원지 유적 일원 - 국가유산청 국가유산포털